# Општина Стоенешти (Арђеш)
Стоенешти (рум. Stoeneşti) општина је у Румунији у округу Арђеш.
Oпштина се налази на надморској висини од 576 m.